# 警視

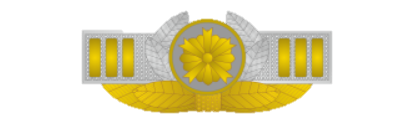
警視の階級章

警視（けいし、英称：Superintendent）は、警察法第62条に規定される日本の警察官の階級の一つ。上から5番目。警視正の下、警部の上。

## 階級の位置と役割
警視の階級は警察法第62条において、警視総監、警視監、警視長、警視正に次ぐ第5位の階級として規定されている。
都道府県警察に所属する警察官の場合、警視以下の階級の者は「地方警察職員」たる地方公務員である。一方、警視正以上の上位4階級は一般職の国家公務員となり、地方警務官と称する。都道府県警察に採用された者が警視正へ昇任した場合、その者は身分替えでやはり一般職国家公務員の地方警務官になるが、この者を特に「特定地方警務官」という。
割合は警察官全体の約2.5 %である。警視正以上の階級は極端に人数が少なくなり、全体の0.5 %ほどである。
制帽は金色の2本ラインが入り、合・冬制服の袖章には金と紺の斜め線が入る。
犯罪捜査のための通信傍受に関する法律第4条1項により傍受令状の請求は、警察官については警視以上の国家公安委員会または都道府県公安委員会の指定する者しかできない。

## 任官
昇任は警部としての実務経験年数と選考で決まる。
この階級からが、いわゆる「キャリア組」とノンキャリアとの大きな壁と比喩される。キャリア組は採用7年目で一斉に、いわゆる準キャリア組は15、6年目前後で昇任するが、ノンキャリアの場合は昇任すること自体が非常に難しいとされ、最も早く昇任できたとしても45歳前後であり、その差は大きい。
役職としては、昇任直後に警察署の管理官（刑事官、警備官、地域官、各担当次長、或いは主要課長）、続いて警察署副署長や本部管理官・次席等に進み、隊長等を経験して昇任後5年程度で警察署長になる例が多い。優秀な者は、その後本部課長や参事官に転ずる場合がある。

## 役職
- 警察庁内部部局
  - 課長補佐・課付
- 警察庁地方機関
  - 課長・監察官・調査官等
- 警視庁
  - 方面本部副本部長・警察学校各部長・課長・隊長・理事官・管理官・機動隊大隊長等
- 道府、指定県と一部の県警察本部
  - 部長（一部のみ）・参事官・隊長・課長・理事官・管理官等　岡山・熊本で警察学校長
- 上記以外の県警察本部
  - 部長（一部のみ）・参事官・隊長・課長・管理官等　茨城以外で警察学校長
- 大規模警察署
  - 副署長・統括官・主要課長等
- 中小規模警察署
  - 署長・副署長、管理官、部長等

※警察署長は原則として警視か警視正の警察官を以って充てるという規定が、都道府県警察の組織について定めた条例または規則（都道府県公安委員会規則）にある場合が多い。
- 北海道警察、千葉県警察などの一部交番所長・新千歳空港警備派出所長